# Нагнибеда, Николай Львович
Никола́й (Мико́ла) Льво́вич Нагни́беда (1911—1985) — украинский советский поэт. Лауреат Сталинской премии третьей степени (1952), Государственной премии УССР (1970). Заслуженный работник культуры БССР (1973).

## Биография
Родился 7 (20) сентября 1911 года в селе Поповка (ныне — Смирново Пологовского района Запорожской области Украины) в семье сельского фельдшера. Окончил семилетку и ФЗУ. В 1929—1931 годах работал слесарем Харьковского велозавода. Потом — на строительстве металлургического комбината «Запорожсталь», ДнепроГЭС, учился в Харьковском институте журналистики, служил на Черноморском флоте. В 1931—1941 годах работал в газетах «Ленінська зміна», «Харьковский паровозник», «Коммунист». Член ВКП(б) с 1940 года. В 1942—1947 годах работал на радиовещательной станции имени Т. Г. Шевченко в Саратове, которая вела передачи на оккупированную Украину; заведовал сектором печатной пропаганды ЦК ЛКСМУ, был секретарём редакции «Молодь Украины», а затем секретарём редакции журнала «Дніпро». В 1946 году окончил Киевский педагогический институт имени А. М. Горького.
Н. Л. Нагнибеда умер в 1985 году. Похоронен в Киеве на Байковом кладбище. В родном селе поэта открыт его музей.

## Творчество
Литературной деятельностью Н. Л. Нагнибеда занимался с 1930 года. Опубликовал на украинском языке сборники «Днепровская весна» (1932), «Незабываемое», «Морские баллады», «Счастье», «Правый берег», «Письма с дороги», «Песни походов», «Избранные стихи», «Вечно цвети, Отчизна», «Светлое братство». Его романтически окрашенная лирика посвящена трудовым и ратным подвигам советского народа, борьбе за мир. В 1943 году вышел сборник фронтовых стихов «Здравствуй, Харьков». В послевоенные годы опубликованы книги стихов «Оживут степи», «Степь и море», «Горные вершины» и др. Поэт известен также как переводчик с белорусского языка.

## Награды и премии
- Медаль «За доблестный труд в Великой Отечественной войне 1941—1945 гг.» (2.7.1946)
- Сталинская премия третьей степени (1952) — за сборник «Стихи» (1951)
- Орден Трудового Красного Знамени (24.11.1960)
- Государственная премия УССР имени Т. Г. Шевченко (1970) — за сборник стихов «Черты родного лица» («Риси рідного обличчя»).
- Орден Ленина (29.09.1971)
- Заслуженный работник культуры БССР (1973)
- Орден Дружбы народов (18.09.1981)
- Медаль «За трудовую доблесть»

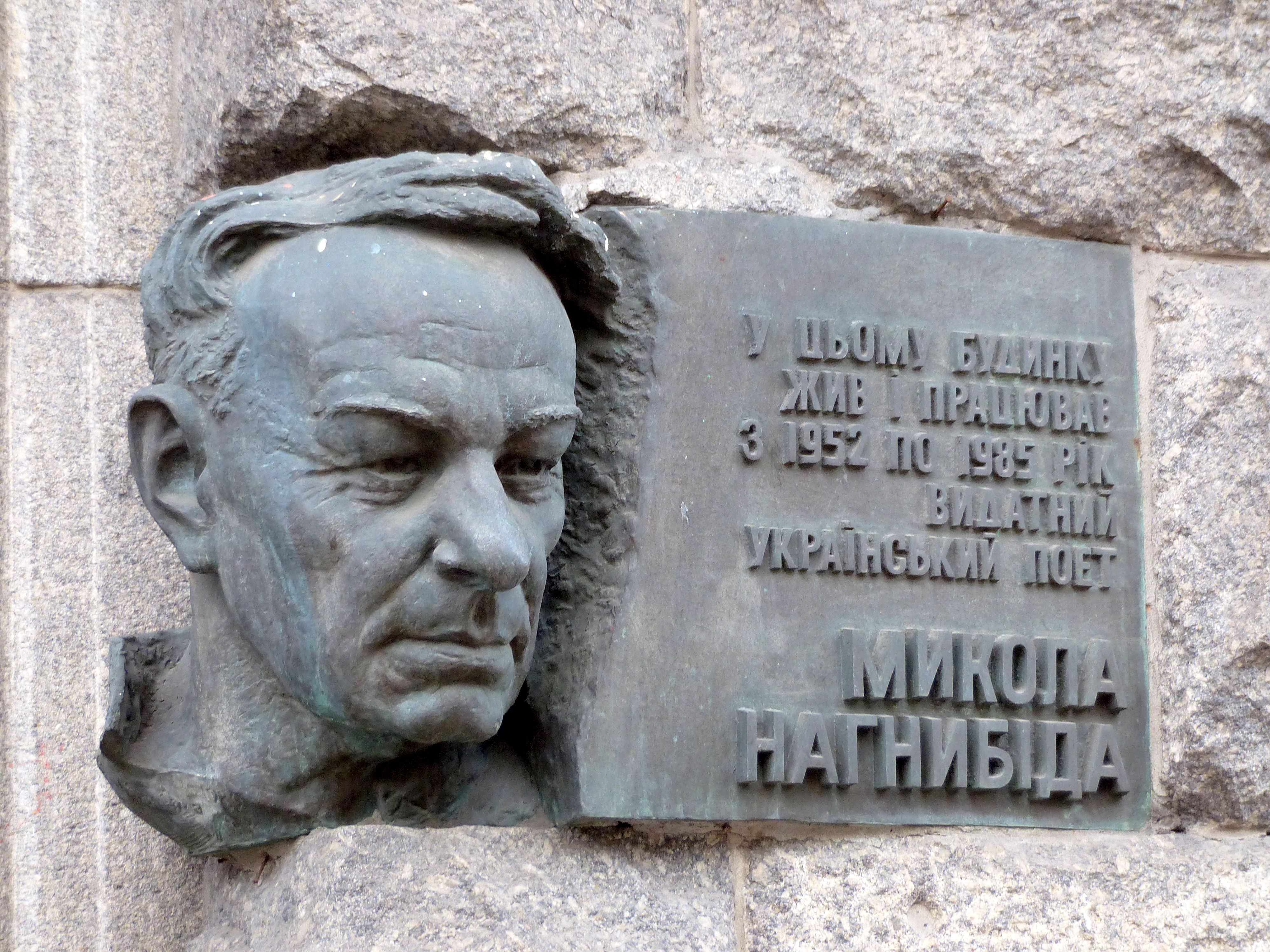
Памятная доска в Киеве
Памятник на могиле на Байковом кладбище